# Segunda División de Venezuela 2016
La Segunda División de Venezuela 2016 fue la 37.ª edición del torneo de segundo nivel del Fútbol profesional Venezolano. Comenzó el 20 de febrero de 2016, tras ser reprogramada la primera jornada del torneo, pautada para iniciar el 12 de febrero. Participan 24 equipos, 6 más que en la temporada anterior y el Torneo de Adecuación 2015, siendo la Segunda División Venezolana 2011/12 la última vez que la categoría tuviese 24 conjuntos participando.

## Aspectos generales

### Modalidad
El torneo de Segunda División cambió de formato para esta temporada. Consta de cuatro fasesː
1. En la primera fase, los 24 equipos están divididos en 3 grupos, por cercanía geográfica, de 8 equipos cada uno; donde se enfrentan en formato de ida y vuelta contra cada rival del grupo para totalizar 14 partidos. Esta fase se llama Torneo Apertura.
2. La segunda fase repite el formato de la primera fase. Los mismos tres grupos de 8 equipos juegan el formato de ida y vuelta para totalizar otros 14 partidos. Esta fase se llama Torneo Clausura. Las dos primeras fases también ensamblan las tablas acumuladas, que definirán los clasificados a la tercera faseː los equipos ubicados en la primera posición de cada región, los ubicados en el segundo lugar, y los dos mejores terceros; más los descensos a la Tercera División.
3. La tercera fase consta de dos cuadrangulares de 4 equipos cada unoːEl primer cuadrangular lo conformarán el 1.º del Grupo Occidental, 1.º del Grupo Oriental, 2.º del Grupo Central y el 2.º mejor tercero; mientras que en el otro cuadrangular estará el 1.º del Grupo Central, 2.º del Grupo Occidental, 2.º del Grupo Oriental y el 1.er mejor tercero.
4. Será una final entre los líderes de cada grupo en esta fase de cuadrangulares. El ganador será el campeón de la Segunda División, y ascenderá a la Primera División. Ambos equipos ascenderán a la Primera División, luego de una solicitud de la Asociación de Clubes de Segunda División.[3]

### Descensos
Los equipos que terminen en las 4 últimas posiciones de la Tabla Acumulada 2016 (Apertura y Clausura sin contar los cuadrangulares) Descenderán a la Tercera División en la Temporada 2017.

## Equipos participantes
Los equipos Titanes FC y Real Frontera SC harán su debut en la categoría. Ambos entran mediante la adquisición de los derechos de Casa D'Italia Maracaibo y REDI Colón respectivamente,

## Ascensos y descensos
Intercambios entre la Primera División y la Segunda División
| Pos | de la Primera División de Venezuela 2016 |
| --- | ---------------------------------------- |
| -   | Monagas SC                               |
| -   | Deportivo JBLi                           |

| Pos | a la Segunda División de Venezuela 2016 |
| --- | --------------------------------------- |
| -   | Metropolitanos Fútbol Club              |
| -   | Tucanes de Amazonas                     |

Intercambios entre la Segunda División y la Tercera División
| Pos | A la Segunda División de Venezuela 2016 |
| --- | --------------------------------------- |
| -   | Atlético Venezuela B                    |
| -   | Caracas FC "B"                          |
| -   | Casa D'Italia FC                        |
| -   | Deportivo La Guaira B                   |
| -   | Lala FC                                 |
| -   | Real Frontera Sport Club                |

| Pos | a la Tercera División Venezolana 2016 |
| --- | ------------------------------------- |
| -   | Fundación UDC                         |
| -   | Carabobo FC B                         |
| -   | Madeira Club Lara                     |
| -   | Atlético Guanare                      |
| -   | Politáchira FC                        |
| -   | Deportivo Táchira B                   |

### Grupo Occidental
| Club                  | Ciudad       | Entrenador       | Estadio             | Aforo  |
| --------------------- | ------------ | ---------------- | ------------------- | ------ |
| Atlético El Vigía     | El Vigía     | Rodín Duque      | Ramón Hernández     | 12.765 |
| Atlético Socopó       | Socopó       | Giovanny Pérez   | Rogelio Matos       | 7.500  |
| Zamora FC B           | Barinas      | Rubén Benítez    | Agustín Tovar       | 25.000 |
| Titanes FC            | Maracaibo    | Álvaro Valencia  | La Rotaria          | 5.000  |
| Policía de Lara FC    | Barquisimeto | José Castillo    | Farid Richa         | 12.480 |
| Potros de Barinas FC  | Barinas      | Julio Quintero   | Reinaldo Melo       | 5.000  |
| Unión Atlético Falcón | Punto Fijo   | Alex García King | Pedro Conde         | 1.500  |
| Real Frontera SC      | San Antonio  | Luis Merchán     | Pedro Rafael Chávez | 5.000  |

### Grupo Central
| Club                    | Ciudad          | Entrenador         | Estadio                     | Aforo  |
| ----------------------- | --------------- | ------------------ | --------------------------- | ------ |
| Academia Puerto Cabello | Puerto Cabello  | Jhon Giraldo       | Complejo Deportivo Vistamar | 1.800  |
| Arroceros de Calabozo   | Calabozo        | Rafael Castrillo   | Alfredo Simonpietri         | 2.500  |
| Atlético Venezuela B    | Caracas         | Manolo Contreras   | Brígido Iriarte             | 8.000  |
| Caracas Fútbol Club B   | Caracas         | Alfarabí Romero    | Cocodrilos Sport Park       | 1.800  |
| Gran Valencia FC        | Valencia        | Alexis Duque       | Misael Delgado              | 10.400 |
| UCV FC                  | Caracas         | Rolando Bello      | Olímpico de la UCV          | 23.000 |
| Tucanes de Amazonas     | Puerto Ayacucho | José Luis Dolgetta | Antonio José de Sucre       | 10.000 |
| Yaracuyanos FC          | San Felipe      | Daniel De Oliveira | Florentino Oropeza          | 11.000 |

### Grupo Oriental
| Club                                                                          | Ciudad         | Entrenador        | Estadio                | Aforo  |
| ----------------------------------------------------------------------------- | -------------- | ----------------- | ---------------------- | ------ |
| Angostura FC                                                                  | Ciudad Bolívar | José Rebolledo    | Ricardo Tulio Maya     | 2.500  |
| Diamantes de Guayana                                                          | San Félix      | Carlos Patety     | Polideportivo El Gallo | 3.000  |
| Margarita FC                                                                  | Pampatar       | Juan Vargas Gómez | Ciudad Deportiva       | 5.000  |
| Mineros de Guayana B                                                          | Puerto Ordaz   | Rubén Yori        | CTE Cachamay           | 41.600 |
| Lala FC                                                                       | Puerto Ordaz   | Del Valle Rojas   | Club Portugués         | 3.000  |
| Archivo:600px 600px bisection vertical White HEX-0033CC.svg Metropolitanos FC | Caracas        | Rafael Santana    | Olímpico de la UCV     | 23.000 |
| Deportivo La Guaira B                                                         | Caracas        | Jobanny Rivero    | Cancha Fray Luis I     | 1.000  |
| Petroleros de Anzoátegui                                                      | Puerto La Cruz | Endert Márquez    | José A. Anzoátegui     | 40.000 |

### Jugadores foráneos
El número de jugadores extranjeros está restringido a tres por equipo. Actualizado al 23 de junio de 2016.
| Equipo                   | Jugador 1      | Jugador 2        | Jugador 3          |
| ------------------------ | -------------- | ---------------- | ------------------ |
| Angostura FC             |                |                  |                    |
| Arroceros de Calabozo    |                |                  |                    |
| Atlético El Vigía        | Julián Pino    | Víctor Contreras |                    |
| Atlético Socopó          | Wilson Murillo |                  |                    |
| Unión Atlético Falcón    | Jesús Serrano  | Alexander Ibarra |                    |
| Academia Puerto Cabello  | Arbey Mosquera | Diego Muñoz      |                    |
| Diamantes de Guayana     |                |                  |                    |
| Gran Valencia            | Michael Guarín |                  |                    |
| Lala FC                  |                |                  |                    |
| Metropolitanos FC        |                |                  |                    |
| Potros de Barinas        | Matías Porcari | Raúl Millañanco  | Nicolás Oliveira   |
| Margarita FC             | Cristían Lenis | Adalberto López  | Julio César Puerta |
| Petroleros de Anzoátegui |                |                  |                    |
| Policía de Lara          |                |                  |                    |
| Real Fronteras SC        | Cristián Páez  | Luis Duque       | Andrés Nieto       |
| Titanes de Maracaibo FC  |                |                  |                    |
| Tucanes de Amazonas      | Diego Vidal    | José Miguel Paz  |                    |
| UCV FC                   |                |                  |                    |
| Yaracuyanos FC           | Richard Kunoun | Deivis Gutiérrez | Julio Caicedo      |

## Tabla acumulada 2016

### Grupo Occidental
|   | Equipo            |             | JJ | JG | JE | JP | GF | GC | PTS | DG  |
| - | ----------------- | ----------- | -- | -- | -- | -- | -- | -- | --- | --- |
| 1 | Atlético El Vigía | Sin cambios | 28 | 21 | 2  | 5  | 61 | 22 | 65  | +39 |
| 2 | Atlético Socopó   | Sin cambios | 28 | 17 | 4  | 7  | 44 | 28 | 55  | +16 |
| 3 | UA Falcón         | Sin cambios | 28 | 16 | 5  | 7  | 58 | 34 | 53  | +24 |
| 4 | Zamora FC B       | Sin cambios | 28 | 11 | 6  | 11 | 43 | 38 | 39  | +5  |
| 5 | Titanes FC        | Sin cambios | 28 | 11 | 2  | 15 | 42 | 50 | 35  | -8  |
| 6 | Real Frontera SC  | Sin cambios | 28 | 7  | 9  | 12 | 27 | 32 | 30  | -5  |
| 7 | Potros de Barinas | Sin cambios | 28 | 7  | 8  | 13 | 38 | 45 | 29  | -7  |
| 8 | Policía de Lara   | Sin cambios | 28 | 1  | 6  | 21 | 09 | 73 | 09  | -64 |

|  |                                                   |
|  | Clasificados a los Cuadrangulares Finales.        |
|  | Eliminados de Cuadrangulares Finales.             |
|  | Descendido a la Tercera División Venezolana 2017. |

#### Evolución de posiciones en tabla acumulada
| Equipo            | Fecha | Fecha | Fecha | Fecha | Fecha | Fecha | Fecha | Fecha | Fecha | Fecha | Fecha | Fecha | Fecha | Fecha | Fecha | Fecha | Fecha | Fecha | Fecha | Fecha | Fecha | Fecha | Fecha | Fecha | Fecha | Fecha | Fecha | Fecha |
| Equipo            | 1     | 2     | 3     | 4     | 5     | 6     | 7     | 8     | 9     | 10    | 11    | 12    | 13    | 14    | 15    | 16    | 17    | 18    | 19    | 20    | 21    | 22    | 23    | 24    | 25    | 26    | 27    | 28    |
| ----------------- | ----- | ----- | ----- | ----- | ----- | ----- | ----- | ----- | ----- | ----- | ----- | ----- | ----- | ----- | ----- | ----- | ----- | ----- | ----- | ----- | ----- | ----- | ----- | ----- | ----- | ----- | ----- | ----- |
| Atlético El Vigía | 6     | 4     | 3     | 4     | 4     | 3     | 3     | 2     | 2     | 1     | 1     | 2     | 1     | 1     | 1     | 1     | 1     | 1     | 1     | 1     | 1     | 1     | 1     | 1     | 1     | 1     | 1     | 1     |
| Atlético Socopó   | 1     | 2     | 1     | 1     | 3     | 4     | 4     | 3     | 3     | 3     | 2     | 1     | 2     | 2     | 2     | 2     | 2     | 2     | 2     | 2     | 3     | 3     | 3     | 3     | 3     | 2     | 2     | 2     |
| UA Falcón         | 2     | 1     | 4     | 3     | 2     | 2     | 1     | 1     | 1     | 2     | 3     | 3     | 3     | 3     | 3     | 3     | 3     | 3     | 3     | 3     | 2     | 2     | 2     | 2     | 2     | 3     | 3     | 3     |
| Zamora FC B       | 3     | 3     | 2     | 2     | 1     | 1     | 2     | 4     | 4     | 4     | 4     | 4     | 4     | 4     | 4     | 4     | 4     | 4     | 4     | 4     | 4     | 4     | 4     | 4     | 4     | 4     | 4     | 4     |
| Titanes FC        | 8     | 7     | 7     | 7     | 8     | 6     | 7     | 7     | 7     | 5     | 5     | 5     | 6     | 7     | 7     | 6     | 6     | 6     | 6     | 5     | 6     | 6     | 5     | 5     | 5     | 5     | 5     | 5     |
| Real Frontera SC  | 4     | 5     | 6     | 6     | 6     | 7     | 8     | 8     | 8     | 7     | 6     | 7     | 7     | 6     | 6     | 7     | 7     | 7     | 7     | 7     | 7     | 7     | 7     | 7     | 7     | 7     | 6     | 6     |
| Potros de Barinas | 5     | 6     | 8     | 8     | 7     | 8     | 5     | 5     | 5     | 6     | 7     | 6     | 5     | 5     | 5     | 5     | 5     | 5     | 5     | 6     | 5     | 5     | 6     | 6     | 6     | 6     | 7     | 7     |
| Policía de Lara   | 7     | 8     | 5     | 5     | 5     | 5     | 6     | 6     | 6     | 8     | 8     | 8     | 8     | 8     | 8     | 8     | 8     | 8     | 8     | 8     | 8     | 8     | 8     | 8     | 8     | 8     | 8     | 8     |

### Grupo Central
|   | Equipo                  |               | JJ | JG | JE | JP | GF | GC | PTS | DG  |
| - | ----------------------- | ------------- | -- | -- | -- | -- | -- | -- | --- | --- |
| 1 | Academia Puerto Cabello | Sin cambios   | 28 | 15 | 8  | 5  | 59 | 36 | 53  | +23 |
| 2 | Yaracuyanos FC          | Sin cambios   | 28 | 13 | 8  | 7  | 39 | 24 | 47  | +15 |
| 3 | UCV FC                  | Sin cambios   | 28 | 12 | 9  | 7  | 35 | 26 | 45  | +9  |
| 4 | Caracas FC B            | Sin cambios   | 28 | 9  | 10 | 9  | 33 | 29 | 37  | +4  |
| 5 | Tucanes de Amazonas     | Crecimiento   | 28 | 9  | 8  | 11 | 26 | 36 | 35  | -10 |
| 6 | Atlético Venezuela CF B | Decrecimiento | 28 | 8  | 9  | 11 | 34 | 34 | 33  | 0   |
| 7 | Gran Valencia FC        | Sin cambios   | 28 | 6  | 11 | 11 | 34 | 51 | 29  | -17 |
| 8 | Arroceros de Calabozo   | Sin cambios   | 28 | 4  | 9  | 15 | 28 | 52 | 21  | -24 |

|  |                                                   |
|  | Clasificados a los Cuadrangulares Finales.        |
|  | Eliminados de los Cuadrangulares Finales.         |
|  | Descendido a la Tercera División Venezolana 2017. |

#### Evolución de posiciones en tabla acumulada
| Equipo                  | Fecha | Fecha | Fecha | Fecha | Fecha | Fecha | Fecha | Fecha | Fecha | Fecha | Fecha | Fecha | Fecha | Fecha | Fecha | Fecha | Fecha | Fecha | Fecha | Fecha | Fecha | Fecha | Fecha | Fecha | Fecha | Fecha | Fecha | Fecha |
| Equipo                  | 1     | 2     | 3     | 4     | 5     | 6     | 7     | 8     | 9     | 10    | 11    | 12    | 13    | 14    | 15    | 16    | 17    | 18    | 19    | 20    | 21    | 22    | 23    | 24    | 25    | 26    | 27    | 28    |
| ----------------------- | ----- | ----- | ----- | ----- | ----- | ----- | ----- | ----- | ----- | ----- | ----- | ----- | ----- | ----- | ----- | ----- | ----- | ----- | ----- | ----- | ----- | ----- | ----- | ----- | ----- | ----- | ----- | ----- |
| Academia Puerto Cabello | 1     | 3     | 2     | 1     | 1     | 1     | 2     | 1     | 1     | 1     | 1     | 1     | 1     | 1     | 1     | 1     | 1     | 1     | 1     | 1     | 1     | 1     | 1     | 1     | 1     | 1     | 1     | 1     |
| Yaracuyanos FC          | 3     | 4     | 5     | 5     | 5     | 6     | 6     | 5     | 5     | 3     | 3     | 3     | 3     | 2     | 2     | 3     | 3     | 2     | 3     | 3     | 3     | 3     | 3     | 2     | 2     | 2     | 2     | 2     |
| UCV FC                  | 5     | 6     | 6     | 6     | 6     | 5     | 4     | 4     | 4     | 6     | 6     | 6     | 6     | 6     | 6     | 5     | 5     | 4     | 4     | 4     | 4     | 4     | 4     | 4     | 3     | 3     | 3     | 3     |
| Caracas FC B            | 2     | 2     | 3     | 2     | 2     | 2     | 3     | 2     | 2     | 2     | 2     | 2     | 2     | 3     | 3     | 2     | 2     | 3     | 2     | 2     | 2     | 2     | 2     | 3     | 4     | 4     | 4     | 4     |
| Tucanes de Amazonas     | 8     | 5     | 4     | 3     | 4     | 3     | 1     | 3     | 3     | 4     | 4     | 4     | 5     | 5     | 5     | 6     | 6     | 5     | 5     | 5     | 5     | 5     | 5     | 5     | 5     | 5     | 6     | 5     |
| Atlético Venezuela CF B | 4     | 1     | 1     | 4     | 3     | 4     | 5     | 6     | 6     | 5     | 5     | 5     | 4     | 4     | 4     | 4     | 4     | 6     | 6     | 6     | 6     | 6     | 6     | 6     | 6     | 6     | 5     | 6     |
| Gran Valencia FC        | 7     | 8     | 8     | 8     | 8     | 8     | 8     | 8     | 8     | 7     | 8     | 8     | 8     | 8     | 8     | 8     | 8     | 8     | 8     | 8     | 7     | 7     | 7     | 7     | 7     | 7     | 7     | 7     |
| Arroceros de Calabozo   | 6     | 7     | 7     | 7     | 7     | 7     | 7     | 7     | 7     | 8     | 7     | 7     | 7     | 7     | 7     | 7     | 7     | 7     | 7     | 7     | 8     | 8     | 8     | 8     | 8     | 8     | 8     | 8     |

### Grupo Oriental
|   | Equipo                   |               | JJ | JG | JE | JP | GF | GC | PTS | DG  |
| - | ------------------------ | ------------- | -- | -- | -- | -- | -- | -- | --- | --- |
| 1 | Metropolitanos FC        | Crecimiento   | 28 | 17 | 4  | 7  | 45 | 24 | 55  | +21 |
| 2 | Petroleros de Anzoátegui | Decrecimiento | 28 | 14 | 8  | 6  | 48 | 23 | 50  | +25 |
| 3 | Lala FC                  | Sin cambios   | 28 | 14 | 7  | 7  | 42 | 25 | 49  | +17 |
| 4 | Angostura FC             | Sin cambios   | 28 | 14 | 4  | 10 | 45 | 38 | 46  | +7  |
| 5 | Diamantes de Guayana     | Sin cambios   | 28 | 10 | 6  | 12 | 44 | 54 | 36  | -10 |
| 6 | Margarita FC             | Sin cambios   | 28 | 10 | 4  | 14 | 37 | 51 | 34  | -14 |
| 7 | Deportivo La Guaira B    | Sin cambios   | 28 | 6  | 8  | 14 | 33 | 45 | 26  | -12 |
| 8 | Mineros de Guayana B     | Sin cambios   | 28 | 3  | 7  | 19 | 23 | 61 | 16  | -38 |

|  |                                                    |
|  | Clasificados a los Cuadrangulares Finales.         |
|  | Eliminados de los Cuadrangulares Finales.          |
|  | Descendidos a la Tercera División Venezolana 2017. |

#### Evolución de posiciones en tabla acumulada
| Equipo                   | Fecha | Fecha | Fecha | Fecha | Fecha | Fecha | Fecha | Fecha | Fecha | Fecha | Fecha | Fecha | Fecha | Fecha | Fecha | Fecha | Fecha | Fecha | Fecha | Fecha | Fecha | Fecha | Fecha | Fecha | Fecha | Fecha | Fecha | Fecha |
| Equipo                   | 1     | 2     | 3     | 4     | 5     | 6     | 7     | 8     | 9     | 10    | 11    | 12    | 13    | 14    | 15    | 16    | 17    | 18    | 19    | 20    | 21    | 22    | 23    | 24    | 25    | 26    | 27    | 28    |
| ------------------------ | ----- | ----- | ----- | ----- | ----- | ----- | ----- | ----- | ----- | ----- | ----- | ----- | ----- | ----- | ----- | ----- | ----- | ----- | ----- | ----- | ----- | ----- | ----- | ----- | ----- | ----- | ----- | ----- |
| Metropolitanos FC        | 1     | 1     | 1     | 1     | 1     | 1     | 1     | 1     | 1     | 1     | 1     | 1     | 1     | 1     | 1     | 1     | 1     | 2     | 2     | 1     | 2     | 2     | 2     | 2     | 1     | 2     | 1     | 1     |
| Petroleros de Anzoátegui | 5     | 6     | 3     | 5     | 7     | 7     | 7     | 5     | 3     | 3     | 2     | 3     | 3     | 2     | 3     | 2     | 2     | 1     | 1     | 2     | 1     | 1     | 1     | 1     | 2     | 1     | 2     | 2     |
| Lala FC                  | 6     | 5     | 7     | 4     | 5     | 8     | 8     | 6     | 8     | 8     | 6     | 5     | 4     | 4     | 4     | 4     | 4     | 4     | 5     | 4     | 5     | 3     | 3     | 3     | 3     | 3     | 3     | 3     |
| Angostura FC             | 6     | 8     | 6     | 3     | 6     | 5     | 5     | 7     | 5     | 7     | 7     | 7     | 7     | 7     | 7     | 6     | 6     | 6     | 6     | 6     | 4     | 5     | 5     | 5     | 5     | 4     | 4     | 4     |
| Diamantes de Guayana     | 1     | 3     | 5     | 7     | 4     | 6     | 6     | 8     | 7     | 5     | 4     | 2     | 2     | 3     | 2     | 3     | 3     | 3     | 3     | 3     | 3     | 4     | 4     | 4     | 4     | 5     | 5     | 5     |
| Margarita FC             | 1     | 2     | 2     | 2     | 2     | 2     | 2     | 2     | 2     | 2     | 3     | 4     | 6     | 6     | 5     | 5     | 5     | 5     | 4     | 5     | 6     | 6     | 6     | 6     | 6     | 6     | 6     | 6     |
| Deportivo La Guaira B    | 6     | 7     | 8     | 8     | 8     | 4     | 4     | 3     | 4     | 4     | 5     | 6     | 5     | 5     | 8     | 7     | 7     | 7     | 7     | 7     | 7     | 7     | 7     | 7     | 7     | 7     | 7     | 7     |
| Mineros de Guayana B     | 4     | 4     | 4     | 6     | 3     | 3     | 3     | 4     | 6     | 6     | 8     | 8     | 8     | 8     | 6     | 8     | 8     | 8     | 8     | 8     | 8     | 8     | 8     | 8     | 8     | 8     | 8     | 8     |

### Tabla acumulada
|    | Equipo                   | G  | PJ | JG | JE | JP | GF | GC | PTS | DG  |
| -- | ------------------------ | -- | -- | -- | -- | -- | -- | -- | --- | --- |
| 1  | Atlético El Vigía        | Oc | 28 | 21 | 2  | 5  | 61 | 22 | 65  | +39 |
| 2  | Metropolitanos FC        | Or | 28 | 17 | 4  | 7  | 45 | 24 | 55  | +21 |
| 3  | Atlético Socopó          | Oc | 28 | 17 | 4  | 7  | 44 | 28 | 55  | +16 |
| 4  | UA Falcón                | Oc | 28 | 16 | 5  | 7  | 58 | 34 | 53  | +24 |
| 5  | Academia Puerto Cabello  | Ce | 28 | 15 | 8  | 5  | 59 | 36 | 53  | +23 |
| 6  | Petroleros de Anzoátegui | Or | 28 | 14 | 8  | 6  | 48 | 23 | 50  | +25 |
| 7  | Lala FC                  | Or | 28 | 14 | 7  | 7  | 42 | 25 | 49  | +17 |
| 8  | Yaracuyanos FC           | Ce | 28 | 13 | 8  | 7  | 39 | 24 | 47  | +15 |
| 9  | Angostura FC             | Or | 28 | 14 | 4  | 10 | 45 | 38 | 46  | +7  |
| 10 | UCV FC                   | Ce | 28 | 12 | 9  | 7  | 35 | 26 | 45  | +9  |
| 11 | Zamora FC B              | Oc | 28 | 11 | 6  | 11 | 43 | 38 | 39  | +5  |
| 12 | Caracas FC B             | Ce | 28 | 9  | 10 | 9  | 33 | 29 | 37  | +4  |
| 13 | Diamantes de Guayana     | Or | 28 | 10 | 6  | 12 | 44 | 54 | 36  | -10 |
| 14 | Titanes FC               | Oc | 28 | 11 | 2  | 15 | 42 | 50 | 35  | -8  |
| 15 | Tucanes de Amazonas      | Ce | 28 | 9  | 8  | 11 | 26 | 36 | 35  | -10 |
| 16 | Margarita FC             | Or | 28 | 10 | 4  | 14 | 37 | 51 | 34  | -14 |
| 17 | Atlético Venezuela CF B  | Ce | 28 | 8  | 9  | 11 | 34 | 34 | 33  | 0   |
| 18 | Real Frontera SC         | Oc | 28 | 7  | 9  | 12 | 27 | 32 | 30  | -5  |
| 19 | Potros de Barinas        | Oc | 28 | 7  | 8  | 13 | 38 | 45 | 29  | -7  |
| 20 | Gran Valencia FC         | Ce | 28 | 6  | 11 | 11 | 34 | 51 | 29  | -17 |
| 21 | Deportivo La Guaira B    | Or | 28 | 6  | 8  | 14 | 33 | 45 | 26  | -12 |
| 22 | Arroceros de Calabozo    | Ce | 28 | 4  | 9  | 15 | 28 | 52 | 21  | -24 |
| 23 | Mineros de Guayana B     | Or | 28 | 3  | 7  | 19 | 23 | 61 | 16  | -38 |
| 24 | Policía de Lara          | Oc | 28 | 1  | 6  | 21 | 09 | 73 | 09  | -64 |

|  | Clasifican a los Cuadrangulares como Primeros de Grupo          |
|  | Clasifican a los Cuadrangulares como Segundos de Grupo          |
|  | Clasifican a los Cuadrangulares como Mejores Terceros           |
|  | Descienden Directamente a la Tercera División de Venezuela 2017 |

## Cuadrangulares finales
Los cuadrangulares finales se jugarán a partir del 8 de octubre cuando finalicen los dos Torneos donde clasifican 8 equipos; los dos mejores clubes de cada uno de los 3 grupos y los dos mejores terceros de las tablas acumuladas. Estos equipos serán distribuidos en 2 cuadrangulares de la siguiente manera:
- Cuadrangular A: Estará conformado por el 1.º del Grupo Occidental, el 1.º del Grupo Oriental, el 2.º del Grupo Central y el 2.º mejor tercero
- Cuadrangular B: Estará conformado por el 1.º del Grupo Central, el 2.º del Grupo Occidental, el 2.º del Grupo Oriental y el 1.º mejor tercero

Los cuadrangulares finales culminan el día 12 de noviembre. Los equipos ubicados en lo más alto de ambas tablas disputarán la final de la Segunda División Venezolana

### Cuadrangular A
|   | Equipo            |               | JJ | JG | JE | JP | GF | GC | PTS | DG |
| - | ----------------- | ------------- | -- | -- | -- | -- | -- | -- | --- | -- |
| 1 | Metropolitanos FC | Crecimiento   | 6  | 3  | 3  | 0  | 9  | 4  | 12  | +5 |
| 2 | Atlético El Vigía | Decrecimiento | 6  | 3  | 2  | 1  | 8  | 3  | 11  | +2 |
| 3 | Lala FC           | Sin cambios   | 6  | 1  | 2  | 3  | 5  | 8  | 5   | -3 |
| 4 | Yaracuyanos FC    | Sin cambios   | 6  | 0  | 3  | 3  | 5  | 9  | 3   | -4 |

|  |                                                |
|  | Asciende a Primera División de Venezuela 2017. |

Jornada 1
| 8 de octubre de 2016, 15:30 | Metropolitanos FC Archivo:600px 600px bisection vertical White HEX-0033CC.svg | 0:0 | Lala FC | Estadio Universidad Santa María, Caracas, Distrito Capital |  |
|                             |                                                                               |     |         | Asistencia: 250 espectadores Árbitro(s): Alexis Herrera    |  |

| 9 de octubre de 2016, 15:00 | Atlético El Vigía | 1:0 (0:0) | Yaracuyanos FC | Estadio Ramón Hernández, El Vigía, Estado Mérida           |                                                            |
|                             | Pino 85' (pen.)   |           |                | Asistencia: 3084 espectadores Árbitro(s): Marlon Escalante | Asistencia: 3084 espectadores Árbitro(s): Marlon Escalante |

Jornada 2
| 15 de octubre de 2016, 15:00 | Yaracuyanos FC              | 2:3 (1:2) | Archivo:600px 600px bisection vertical White HEX-0033CC.svg Metropolitanos FC | Estadio Florentino Oropeza, San Felipe, Estado Yaracuy |                        |
|                              | Rodríguez 25' · Caicedo 53' |           | Espinoza 27' · Martínez 36' · Padilla 69'                                     | Árbitro(s): Jean Gómez                                 | Árbitro(s): Jean Gómez |

| 16 de octubre de 2016, 15:00 | Lala FC       | 1:2 (0:0) | Atlético El Vigía     | Club Portugués, Puerto Ordaz, Estado Bolívar |                         |
|                              | Hernández 74' |           | Sierra 64' · Pino 86' | Árbitro(s): Juan Cabeza                      | Árbitro(s): Juan Cabeza |

Jornada 3
| 22 de octubre de 2016, 15:30 | Yaracuyanos FC | 0:0 | Lala FC | Estadio Florentino Oropeza, San Felipe, Estado Yaracuy    |  |
|                              |                |     |         | Asistencia: 1350 espectadores Árbitro(s): Randy Torrealba |  |

| 23 de octubre de 2016, 15:00 | Atlético El Vigía | 0:0 | Archivo:600px 600px bisection vertical White HEX-0033CC.svg Metropolitanos FC | Estadio Ramón Hernández, El Vigía, Estado Mérida        |  |
|                              |                   |     |                                                                               | Asistencia: 5834 espectadores Árbitro(s): Kevin Sánchez |  |

Jornada 4
| 29 de octubre de 2016, 15:00 | Archivo:600px 600px bisection vertical White HEX-0033CC.svg Metropolitanos FC | 3:1 (1:1) | Atlético El Vigía | Estadio Universidad Santa María, Caracas, Distrito Capital |                                                       |
|                              | Padilla 20' 63' (pen.) · Abdurachman 90+1'                                    |           | Araque 45+2'      | Asistencia: 191 espectadores Árbitro(s): Ramón Ortega      | Asistencia: 191 espectadores Árbitro(s): Ramón Ortega |

| 29 de octubre de 2016, 15:00 | Lala FC                                     | 3:1 (0:0) | Yaracuyanos FC | Club Portugués, Puerto Ordaz, Estado Bolívar           |                                                        |
|                              | Guerra 60' · Hernández 64' · Pariguan 90+2' |           | Ramos 86'      | Asistencia: 586 espectadores Árbitro(s): Franklin Vera | Asistencia: 586 espectadores Árbitro(s): Franklin Vera |

Jornada 5
| 5 de noviembre de 2016, 15:30 | Archivo:600px 600px bisection vertical White HEX-0033CC.svg Metropolitanos FC | 1:1 (0:1) | Yaracuyanos FC | Estadio Universidad Santa María, Caracas, Distrito Capital |             |
|                               | Palencia 77'                                                                  |           | Oberto 37'     | Árbitro(s):                                                | Árbitro(s): |

| 5 de noviembre de 2016, 15:30 | Atlético El Vigía                                   | 3:1 (1:0) | Lala FC       | Estadio Ramón Hernández, El Vigía, Estado Mérida |             |
|                               | Pino 24' (pen.) · Herrera 60' (a.g.) · Sierra 90+1' |           | Hernández 78' | Árbitro(s):                                      | Árbitro(s): |

Jornada 6
| 12 de noviembre de 2016, 15:30 | Lala FC | 0:2 (0:0) | Archivo:600px 600px bisection vertical White HEX-0033CC.svg Metropolitanos FC | Club Portugués, Puerto Ordaz, Estado Bolívar |             |
|                                |         |           | Padilla 52' 54'                                                               | Árbitro(s):                                  | Árbitro(s): |

| 12 de noviembre de 2016, 15:30 | Yaracuyanos FC | 1:1 (1:0) | Atlético El Vigía | Estadio Florentino Oropeza, San Felipe, Estado Yaracuy |             |
|                                | Graterol 3'    |           | Mejía 80'         | Árbitro(s):                                            | Árbitro(s): |

### Cuadrangular B
|   | Equipo                   |             | JJ | JG | JE | JP | GF | GC | PTS | DG  |
| - | ------------------------ | ----------- | -- | -- | -- | -- | -- | -- | --- | --- |
| 1 | Atlético Socopó          | Sin cambios | 6  | 4  | 1  | 1  | 18 | 10 | 10  | +8  |
| 2 | Academia Puerto Cabello  | Sin cambios | 6  | 4  | 0  | 2  | 14 | 9  | 9   | +5  |
| 3 | Unión Atlético Falcón    | Sin cambios | 6  | 2  | 0  | 4  | 5  | 16 | 6   | -11 |
| 4 | Petroleros de Anzoátegui | Sin cambios | 6  | 1  | 1  | 4  | 11 | 13 | 4   | -2  |

|  |                                                |
|  | Asciende a Primera División de Venezuela 2017. |

Jornada 1
| 8 de octubre de 2016, 15:30 | Academia Puerto Cabello                        | 3:2 (2:1) | Petroleros de Anzoátegui   | Complejo Deportivo Vistamar, Puerto Cabello, Estado Carabobo |                                                           |
|                             | Hernández 8' · R. Bolívar 44' · J. Bolívar 71' |           | Figueroa 5' · Rivera 90+1' | Asistencia: 1020 espectadores Árbitro(s): Leonardo Caripa    | Asistencia: 1020 espectadores Árbitro(s): Leonardo Caripa |

| 9 de octubre de 2016, 15:30 | Atlético Socopó                          | 4:0 (3:0) | Unión Atlético Falcón | Estadio Rogelio Matos, Socopó, Estado Barinas            |                                                          |
|                             | Murillo 12' 85' · Gómez 23' · Dulcey 26' |           |                       | Asistencia: 1660 espectadores Árbitro(s): Hildemaro Lira | Asistencia: 1660 espectadores Árbitro(s): Hildemaro Lira |

Jornada 2
| 15 de octubre de 2016, 15:00 | Unión Atlético Falcón            | 2:0 (0:0) | Academia Puerto Cabello | Estadio Pedro Conde, Punto Fijo, Estado Falcón |                              |
|                              | Lezama 50' (pen.) · Pirela 90+4' |           |                         | Árbitro(s): Jesús Valenzuela                   | Árbitro(s): Jesús Valenzuela |

| 15 de octubre de 2016, 15:30 | Petroleros de Anzoátegui                           | 4:4 (3:3) | Atlético Socopó                  | Estadio José Antonio Anzoátegui, Puerto La Cruz, Estado Anzoátegui |                        |
|                              | Millán 17' 39' · Griguol 25' (pen.) · Figueroa 55' |           | Garrido 12' · García 22' 44' 81' | Árbitro(s): Randy Lugo                                             | Árbitro(s): Randy Lugo |

Jornada 3
| 22 de octubre de 2016, 15:30 | Unión Atlético Falcón         | 2:1 (0:1) | Petroleros de Anzoátegui | Estadio Pedro Conde, Punto Fijo, Estado Falcón           |                                                          |
|                              | Espinoza 80' · Maldonando 84' |           | Camacho 24'              | Asistencia: 450 espectadores Árbitro(s): Yercinia Correa | Asistencia: 450 espectadores Árbitro(s): Yercinia Correa |

| 23 de octubre de 2016, 15:00 | Atlético Socopó                            | 3:2 (2:2) | Academia Puerto Cabello     | Estadio Rogelio Matos, Socopó, Estado Barinas         |                                                       |
|                              | García 14' (pen.) · Murillo 17' (pen.) 66' |           | Carrasquel 8' · Marquez 21' | Asistencia: 3750 espectadores Árbitro(s): Carlos Diez | Asistencia: 3750 espectadores Árbitro(s): Carlos Diez |

Jornada 4
| 29 de octubre de 2016, 15:30 | Academia Puerto Cabello                     | 3:1 (2:0) | Atlético Socopó | Complejo Deportivo Vistamar, Puerto Cabello, Estado Carabobo |                                                           |
|                              | Halley 7' · Mosquera 31' · Carrasquel 90+5' |           | Garrido 84'     | Asistencia: 1736 espectadores Árbitro(s): Emilkar Caldera    | Asistencia: 1736 espectadores Árbitro(s): Emilkar Caldera |

| 29 de octubre de 2016, 15:30 | Petroleros de Anzoátegui                    | 3:0 (1:0) | Unión Atlético Falcón | Estadio José Antonio Anzoátegui, Puerto La Cruz, Estado Anzoátegui |                                                        |
|                              | Cermeño 35' · Ramírez 45+2' · Pescara 90+1' |           |                       | Asistencia: 2020 espectadores Árbitro(s): José Marquéz             | Asistencia: 2020 espectadores Árbitro(s): José Marquéz |

Jornada 5
| 5 de noviembre de 2016, 15:30 | Academia Puerto Cabello                                        | 4:0 (3:0) | Unión Atlético Falcón | Complejo Deportivo Vistamar, Puerto Cabello, Estado Carabobo |             |
|                               | R. Bolívar 12' · Carrasquel 22' · Contreras 40' · Mosquera 65' |           |                       | Árbitro(s):                                                  | Árbitro(s): |

| 5 de noviembre de 2016, 15:30 | Atlético Socopó        | 2:0 (1:0) | Petroleros de Anzoátegui | Estadio Rogelio Matos, Socopó, Estado Barinas |                                           |
|                               | Dulcey 22' · Gómez 65' |           |                          | Asistencia: 4159 espectadores Árbitro(s):     | Asistencia: 4159 espectadores Árbitro(s): |

Jornada 6
| 12 de noviembre de 2016, 15:30 | Petroleros de Anzoátegui | 1:2 (0:2) | Academia Puerto Cabello        | Estadio José Antonio Anzoátegui, Puerto La Cruz, Estado Anzoátegui |             |
|                                | Araujo 87'               |           | C. Bolívar 9' · Carrasquel 15' | Árbitro(s):                                                        | Árbitro(s): |

| 12 de noviembre de 2016, 15:30 | Unión Atlético Falcón | 1:4 (1:2) | Atlético Socopó                 | Estadio Pedro Conde, Punto Fijo, Estado Falcón |             |
|                                | Castellanos 31'       |           | Medina 25' 48' · García 30' 56' | Árbitro(s):                                    | Árbitro(s): |

## Final absoluta
| 20 de noviembre de 2016, 15:30 | Atlético Socopó | 0:0 | Metropolitanos Fc | Estadio Rogelio Matos, Socopó, Estado Barinas            |  |
|                                |                 |     |                   | Asistencia: 4302 espectadores Árbitro(s): José Luis Hoyo |  |

| 26 de noviembre de 2016, 15:30 | Metropolitanos FC | 1:0 | Atlético Socopó | Estadio Universidad Santa María, Caracas, Distrito Capital |  |
|                                |                   |     |                 | Asistencia: 1102 espectadores Árbitro(s): Alexis Herrera   |  |

| Campeón                                                            |
| Metropolitanos FC Asciende a la Primera División de Venezuela 2017 |